# كازوكي ناكاشيما
كازوكي ناكاشيما (باليابانية: 中島かずき) (19 أغسطس 1959، فوكوكا في اليابان)؛ كاتب مسرحي، كاتب سيناريو وروائي ياباني.

## روابط خارجية
- كازوكي ناكاشيما على موقع IMDb (الإنجليزية)
- كازوكي ناكاشيما على موقع ألو سيني (الفرنسية)
- كازوكي ناكاشيما على موقع قاعدة بيانات الفيلم (الإنجليزية)
- كازوكي ناكاشيما على موقع كينوبويسك (الروسية)
- كازوكي ناكاشيما على موقع ANN person (الإنجليزية)